# 슬리퍼

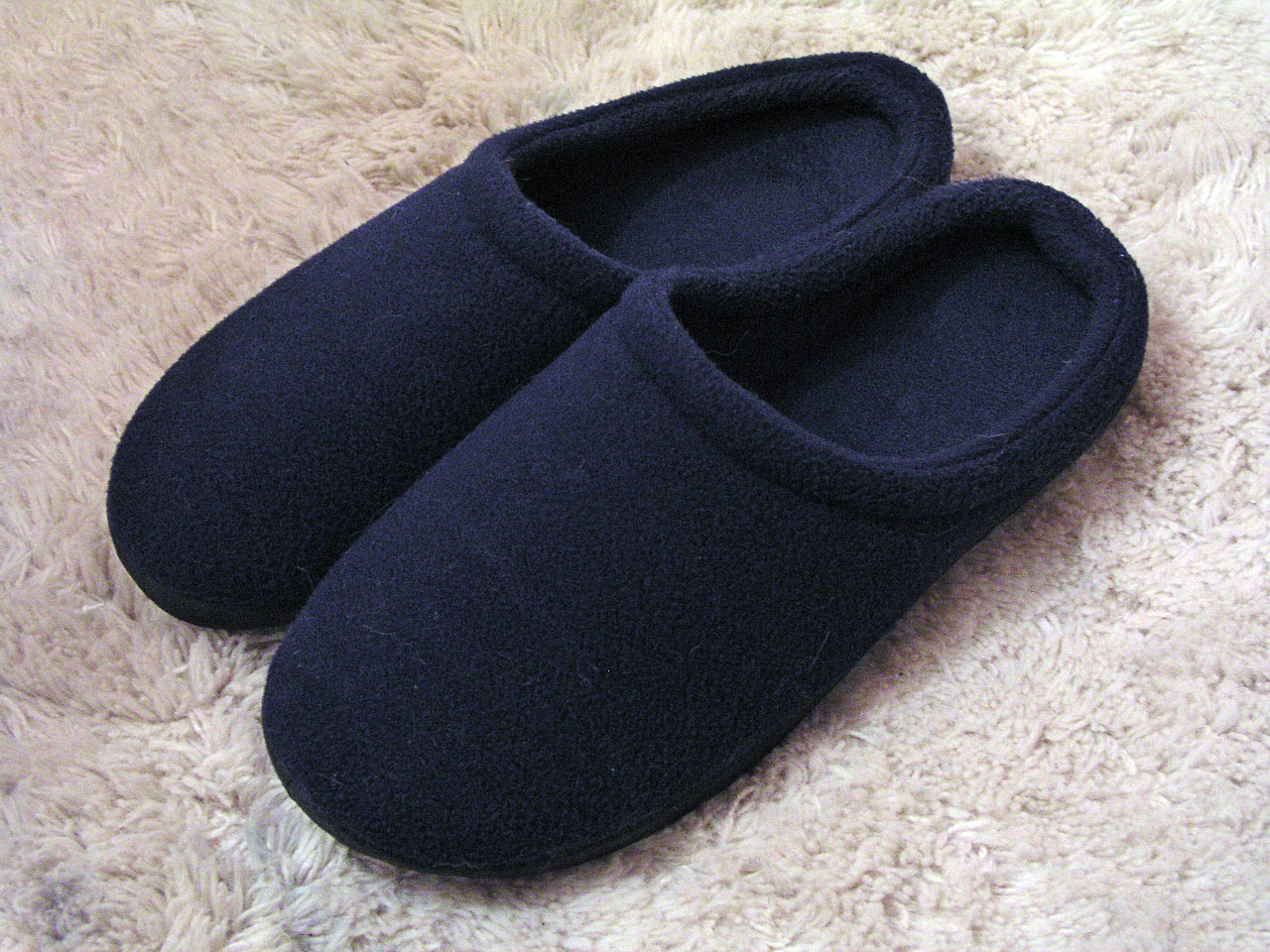
슬리퍼

슬리퍼(slipper, 문화어: 끌신, 골신)는 발에 걸치기 위한 특별한 장치가 없이, 신고 벗기 쉽게 만든 신발이다. 슬리퍼는 대체적으로 부드럽고 편안한 소재로 만들어졌기 때문에 다른 신발에 비해 가볍고 편하다. 보통 우리가 알고있는 슬리퍼는 슬립 온 슬리퍼로, 발등위에 덮개가 달려있고 뒷꿈치쪽은 비어있으며 착용자가 쉽게 발을 밀어넣어서 신을 수 있도록 되어있다. 흔히 "쓰레빠"라고 말하기도 하는데 이는 잘못된 발음이다. 전라도 지역에서는 슬리퍼를 딸딸이라고도 부르기 때문에 타인의 오해를 불러일으키기 십상이다. 재질 때문인지 신고 있으면 땀에 의해 냄새가 나기 쉬운데, 몇몇 사람들은 오히려 다른 신발이 냄새가 더 날 것이라 착각하곤 한다.

## 같이 보기
- 샌들
- 조리